# Алоль (Бежаницкий район)
Алоль — деревня на юго-западе Бежаницкого района Псковской области. Входит в состав сельского поселения Кудеверская волость.

## География
Расположена на Бежаницкой возвышенности, на берегу реки Алоль, в 4 км к юго-западу от волостного центра Кудеверь и в 48 км к юго-западу от райцентра Бежаницы. До деревни идёт дорога «Пустошкино — Щукино — Алоль». На западной окраине деревни расположена курганная группа X — XIII вв.

## Население
| 2001 | 2002 | 2010 |
| ---- | ---- | ---- |
| 16   | ↘10  | ↘7   |

Численность населения деревни по состоянию на 2000 год составляла 16 жителей.